# Maija Järvelä
Maija Järvelä, conocida comúnmente como Maija Loytynoja, (Raahe, Finlandia, 17 de enero de 1984) es una biatleta y esquiadora de fondo paralímpica finlandesa. Representó a Finlandia en los Juegos Paralímpicos de Turín en 2006, Juegos Paralímpicos de Vancouver 2010 y Juegos Paralímpicos de Sochi de 2014.
Lgró su primera medalla en su carrera paralímpica al obtener una medalla de plata en el evento de biatlón adaptado de 3 km de persecución de pie femenino durante los Juegos Paralímpicos de Invierno 2010, en Vancouver, que resultó también la primera medalla paralímpica ganada por Finlandia durante el inicio de los Juegos Paralímpicos de Invierno 2010.
Comenzó a esquiar a los catorce años en Finlandia e inició la competencia de alto nivel en 2003 en Noruega. Empezó a competir a nivel internacional poco después de los Juegos Paralímpicos de Invierno de Salt Lake City 2002 y continua fomentando el desarrollo del biatlón en su país de origen.
Representó a Finlandia en campeonatos mundiales de esquí nórdico paralímpico organizados por el Comité Paralímpico Internacional.

## Vida privada
Estudió Ingeniería en la Universidad de Ciencias Aplicadas Centria. Vive en Ylivieska.